# 伊達神社 (色麻町)
伊達神社（いだてじんじゃ）は、宮城県加美郡色麻町にある神社。式内社（名神大社）で、旧社格は村社。鳴瀬川の支流・花川の左岸にある円墳「御山古墳」の上に鎮座する。

## 祭神
主祭神
- 五十孟神
- 経津主神
- 武甕槌神

合祀神
- 大日靈命
- 火産霊神
- 近隣の神社である熊野神社、塩竈神社、田村神社、今熊野神社、八坂神社、小河神社、田中神社（岐神、興玉命、国之底立命、倉稲魂命、家都御子神、熊野夫須美神、早玉雄神、櫛稲田比賣命）

## 歴史
延暦年間（782年-806年）に坂上田村麻呂の東征の折に勧請されたという。一説には、この地にやってきた播磨国飾磨郡付近に住んでいた人々が、飾磨郡伊達の射楯兵主神社から射楯大神（五十孟神）を勧請したともいう。
平安時代中期の『延喜式神名帳』には「陸奥国色麻郡 伊達神社 名神大」と記載され、名神大社に列した。
伊達氏が陸奥守となると、伊達氏に憚り、社名を祭神のうちの一柱である経津主神を祀る香取神宮にちなみ「香取社」に変えた。1872年（明治5年）になり「伊達神社」へと名を戻した。

## 境内

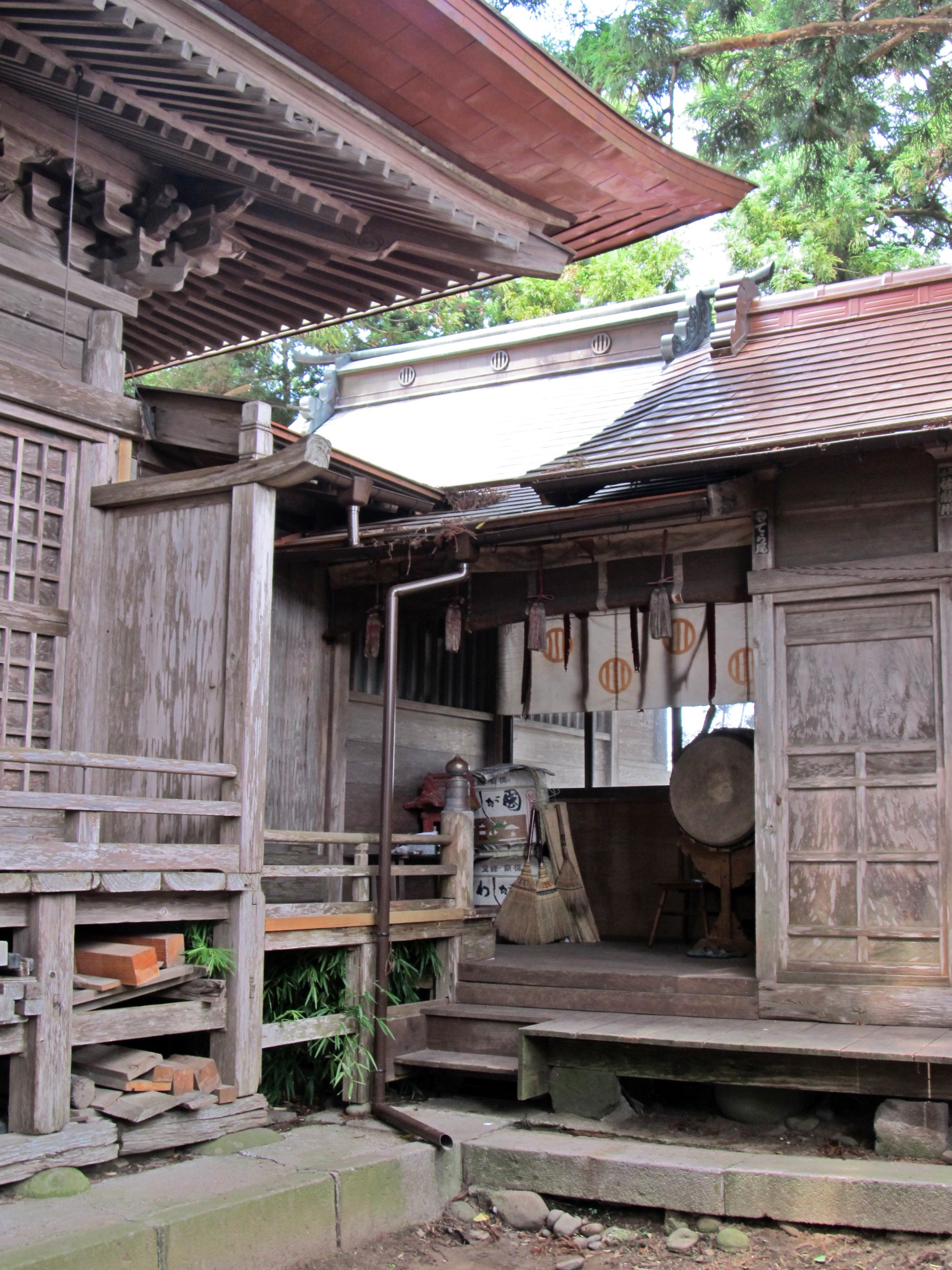
本殿

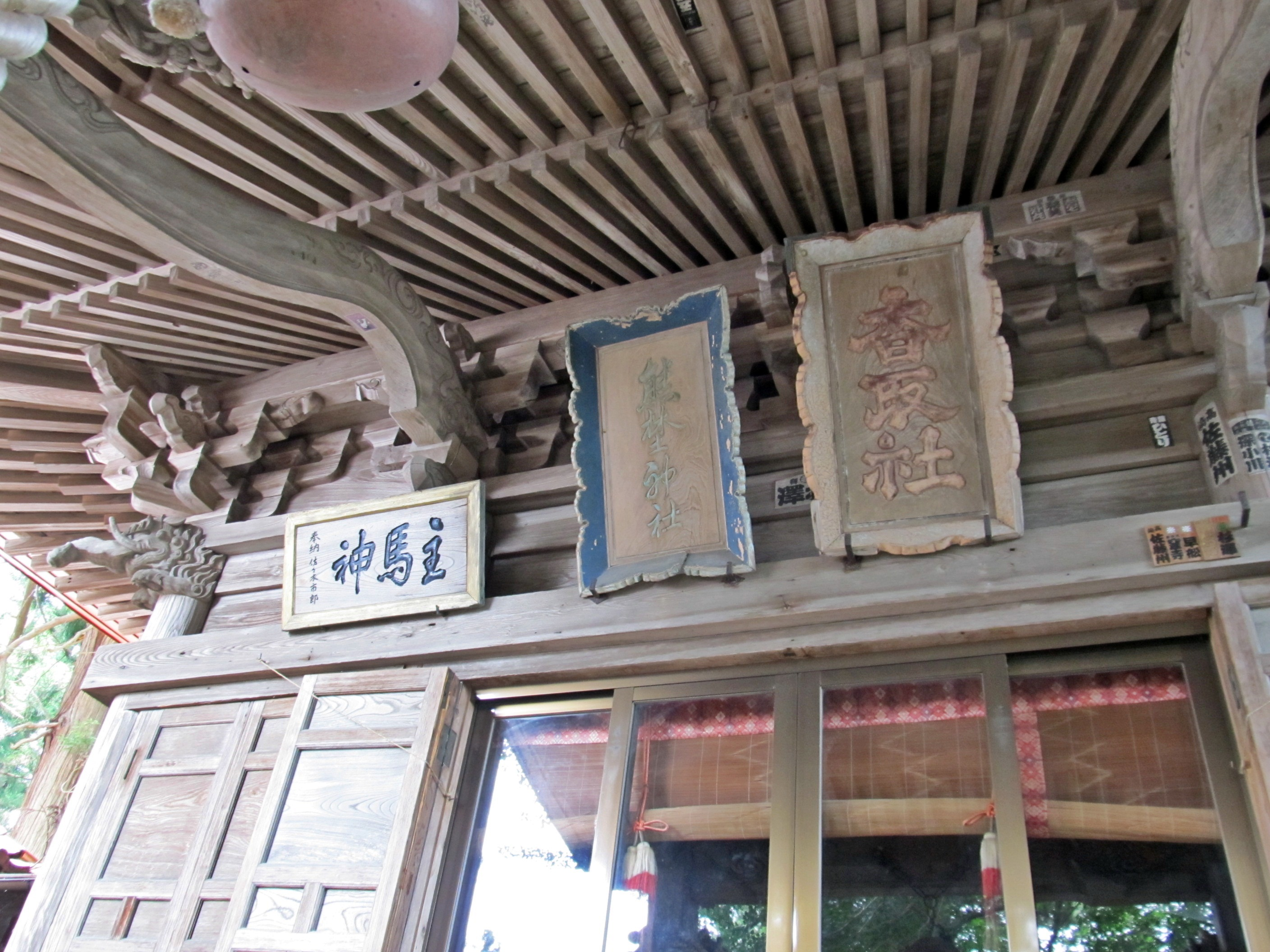
扁額 旧社名の「香取社」と、合祀された「熊埜（熊野）神社」の扁額。
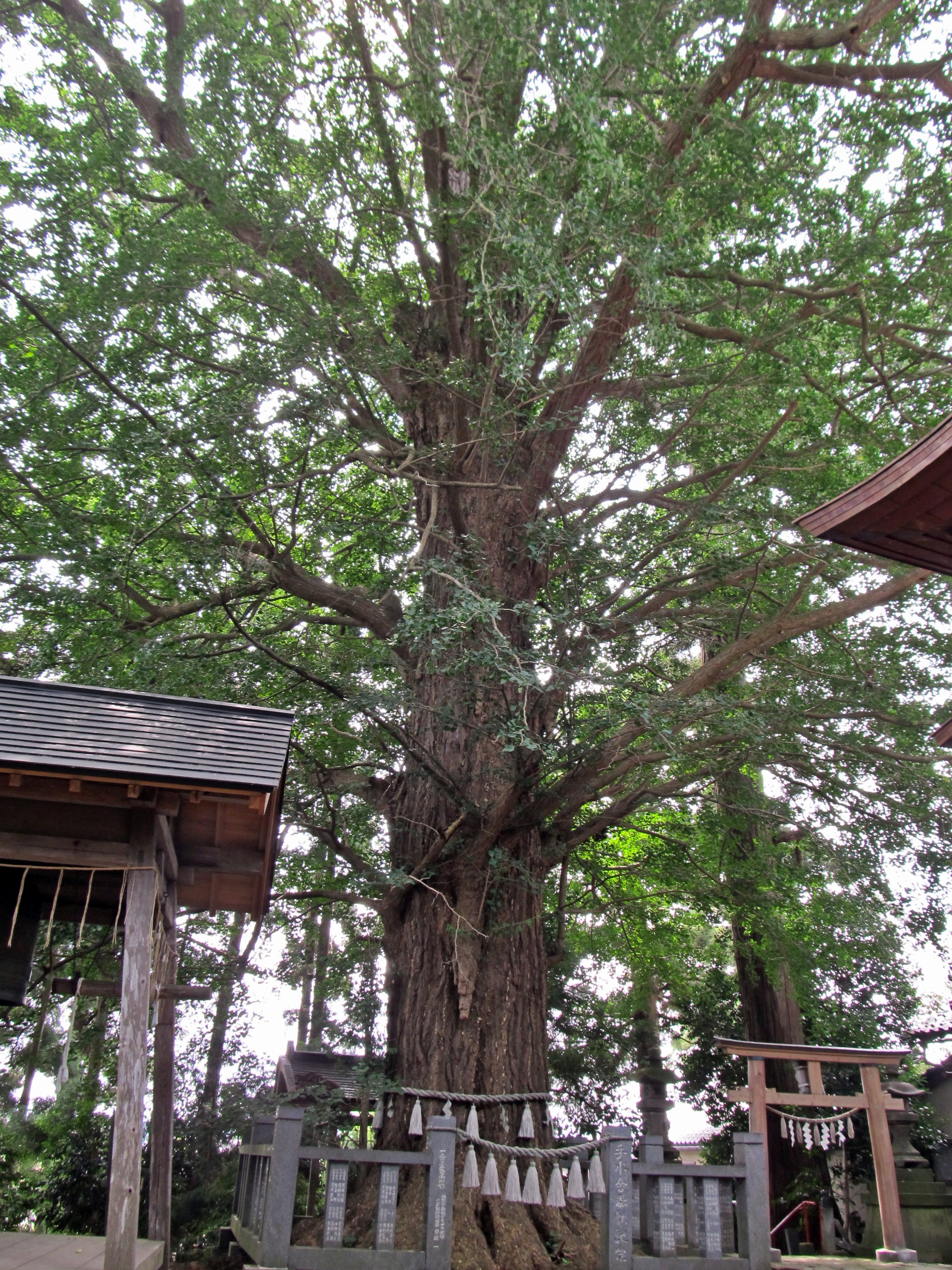
神木のイチョウ
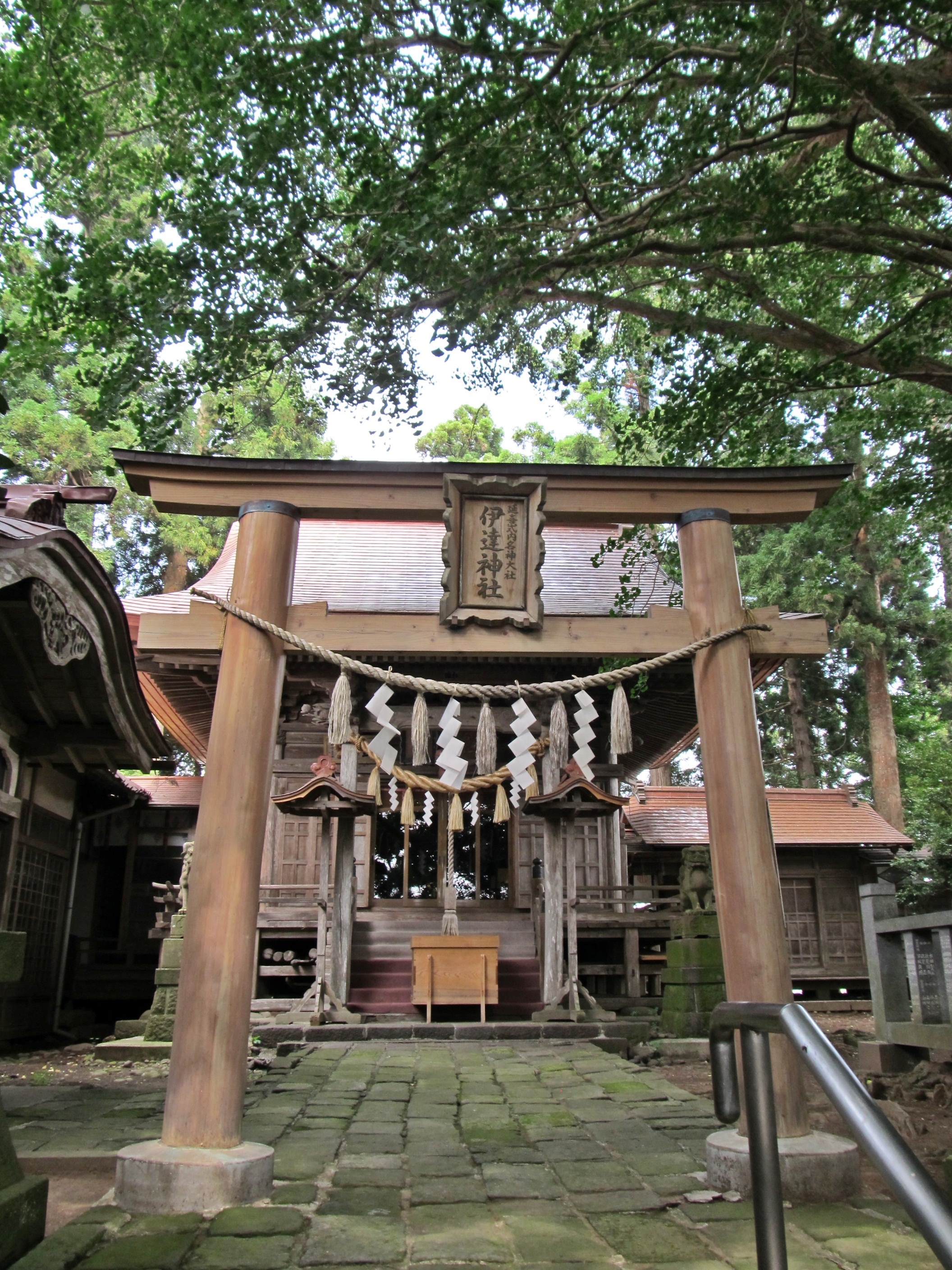
第二鳥居
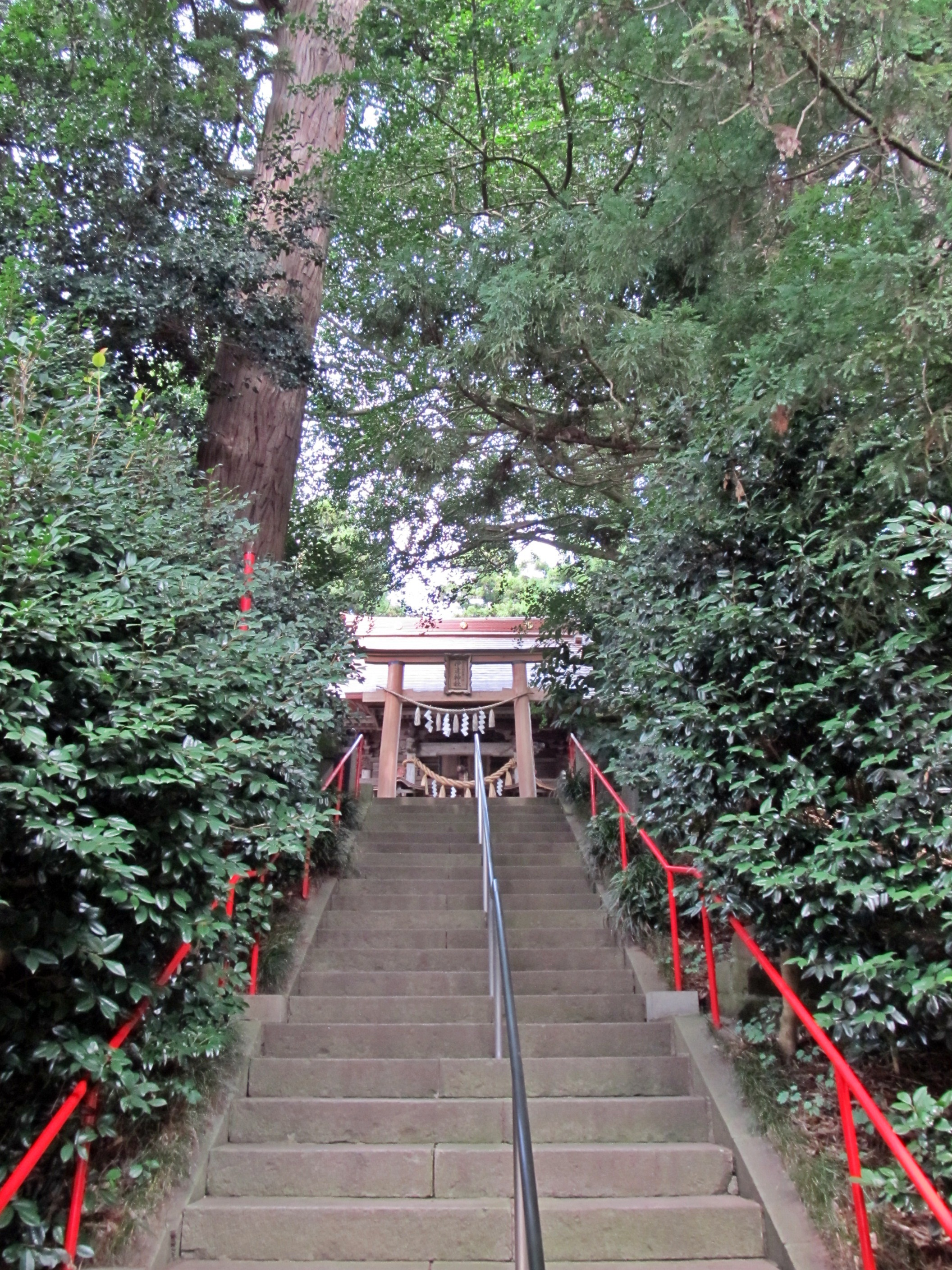
参道
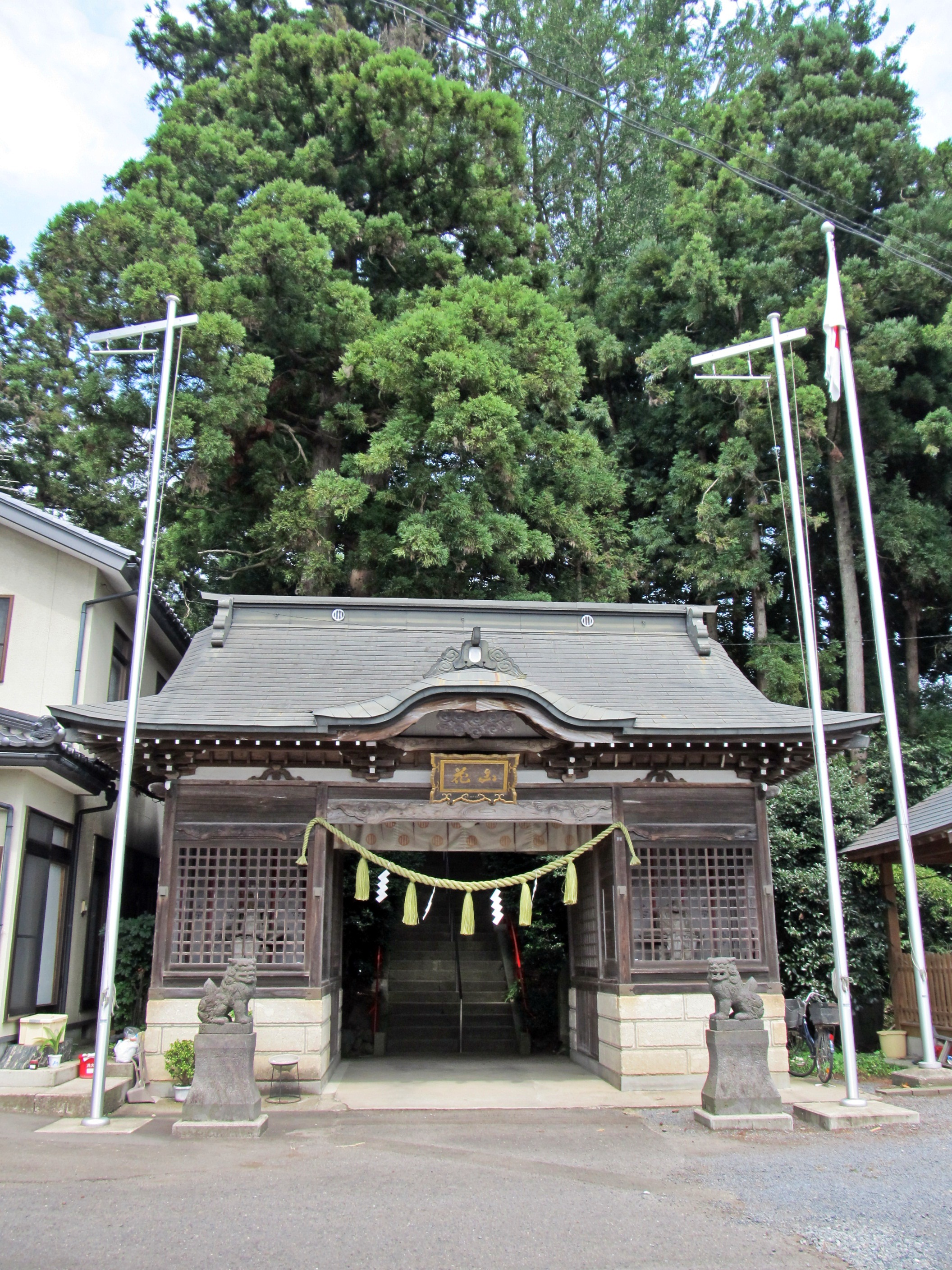
随神門
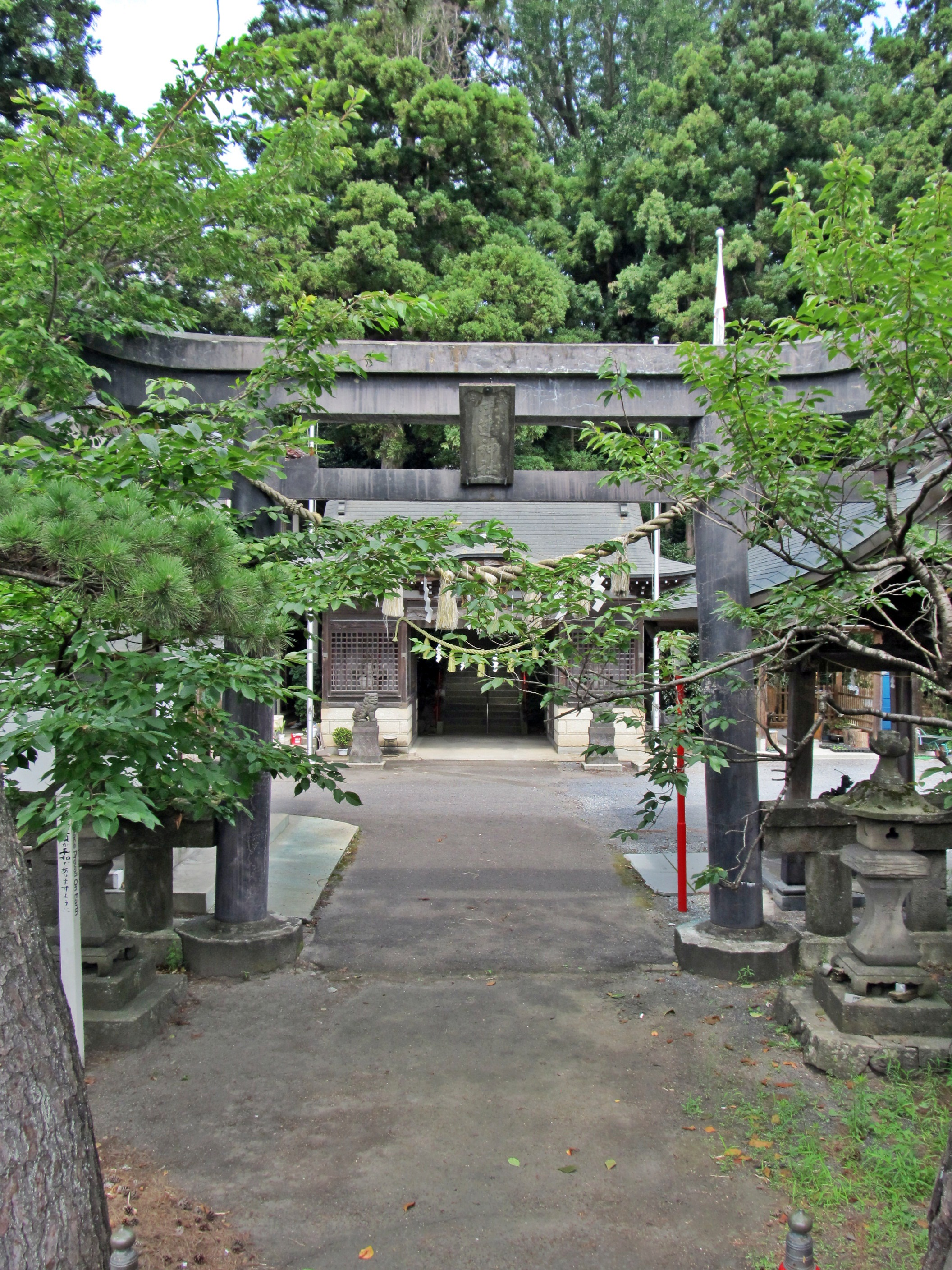
第一鳥居

## 色麻古社三社
当社を含め、以下の三社は「色麻古社三社」と呼ばれる。
- 伊達神社 - 鳴瀬川の南
- 赤塚鹿島神社 （加美町四日市場字屋敷、北緯38度33分20.6秒 東経140度51分59.6秒） - 鳴瀬川の北
- 宇伎須神社 （加美町下新田、北緯38度32分38.6秒 東経140度52分31秒) - 鳴瀬川の北

鳴瀬川を挟んで三社が三角形を描いて鎮座しているのは、「東国三社」といわれる常陸国一宮・鹿島神宮、下総国一宮・香取神宮、茨城県神栖市の息栖神社が利根川を挟んだ三角形を形成して鎮座しているのを模したものだという。

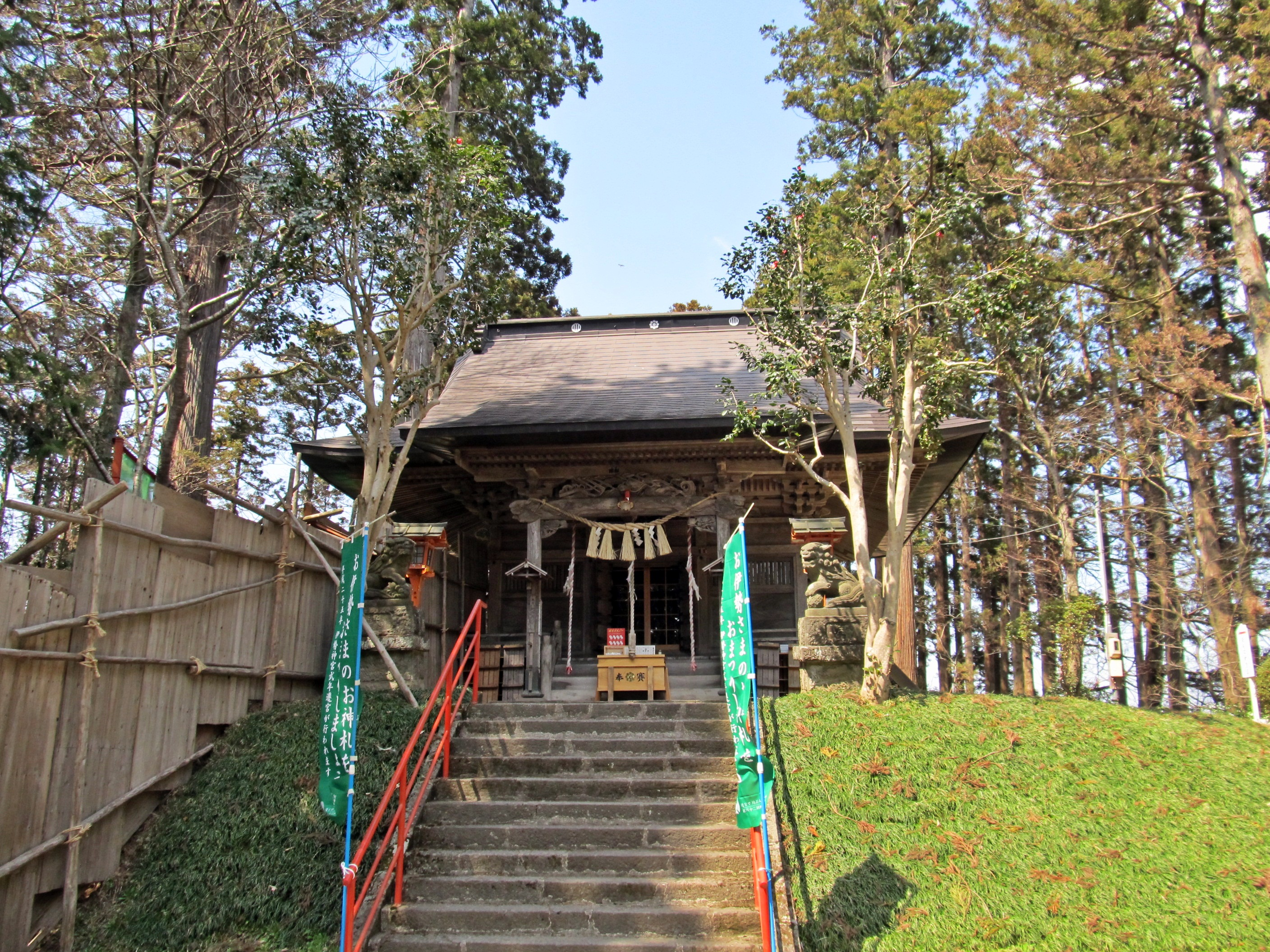
赤塚鹿島神社
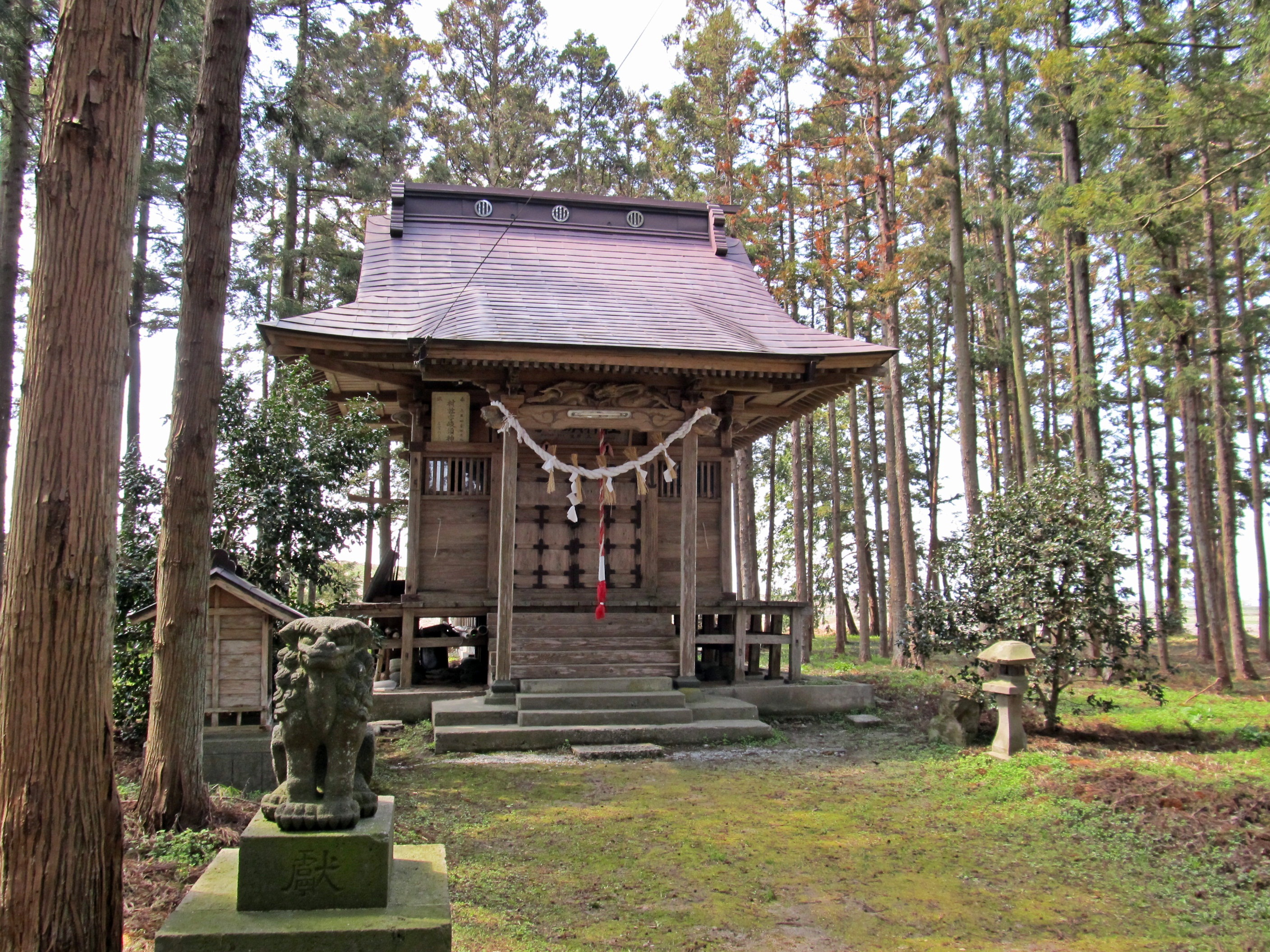
宇伎須神社